# Chrysler G-70
Der Chrysler G-70 war ein PKW der Mittelklasse, den Chrysler in Detroit im Modelljahr 1926 herstellte. Er ersetzte den ersten Chrysler-Wagen B-70 und stellte das mittlere Modell dar.
Der Wagen besaß einen seitengesteuerten Sechszylinder-Reihenmotor, wie sein Vorgänger, allerdings mit 3582 cm3 (218,6 in3) bei einer Bohrung von 79,375 mm (3,125") und einem Hub von 119,89 mm (4,75"), wobei die Leistung von 68 bhp (50 kW) bei auch gleicher Verdichtung von 4,7 : 1 gleich blieb. Über eine Einscheiben-Trockenkupplung und ein Dreiganggetriebe mit Mittelschaltung wurden die Hinterräder angetrieben. Alle vier Holzspeichenräder waren hydraulisch gebremst. Es wurden sieben verschiedene Karosserien angeboten, die gegenüber dem Vorgängermodell nur wenig verändert waren, lediglich die Türgriff wurden etwas höher gesetzt. Im Modelljahr änderte sich die Form der Scheinwerfer. Ende 1925 hatte der Wagen Trommelscheinwerfer mit Chromringen, Anfang 1926 einfache Trommelscheinwerfer und später im Jahr kugelförmige Scheinwerfer. Der Radstand wurde gegenüber dem Vorgängermodell etwas gekürzt.
Folgende Modellvarianten waren verfügbar:
| Modell      | Türen | Sitzplätze      | Listenpreis |
| ----------- | ----- | --------------- | ----------- |
| Roadster    | 2     | 2 + 2 Notsitzen | 1625 USD    |
| Royal Coupé | 2     | 2 + 2 Notsitzen | 1795 USD    |
| Touring     | 4     | 5               | 1395 USD    |
| Coach       | 2     | 5               | 1445 USD    |
| Brougham    | 2     | 5               | 1865 USD    |
| Sedan       | 4     | 5               | 1695 USD    |
| Crown Sedan | 4     | 5               | 2095 USD    |

Das Modell Brougham wurde auch als „Leather Trimmed Touring Sedan“ bezeichnet, der Crown Sedan ebenfalls als „Landau Sedan“.
Im Folgejahr ersetzte die Serie 70 den G-70 nach 72.039 Exemplaren.

## Quelle
- Beverly R. Kimes, Henry A. Clark: Standard Catalog of American Cars 1805–1942. Krause Publications Inc., Iola 1985, ISBN 0-87341-045-9.
- Old Cars Weekly Staff: Standard Catalog of Chrysler 1914–2000. Kraus Publications, Iola 2012, ISBN 978-1-4402-3236-7.
- carfolio.com: Spezifikationen Chrysler G-70 Sedan (1926) (englisch) (abgerufen am 26. April 2013)